# Grammatica faroense
La grammatica faroense si è mantenuta molto più arcaica rispetto alle altre lingue scandinave continentali, il che la porta ad essere più vicina alla grammatica islandese, presentando quindi un'elevata complessità.

## Sostantivi
Il faroense possiede un sistema di declinazioni molto simile a quello islandese, anche se nel corso del tempo ha subito una certa semplificazione rispetto a quello dell'islandese.
I sostantivi possiedono tre generi: maschile, femminile e neutro.
Questi generi grammaticali sono convenzionali non naturali (esattamente come succede in tedesco) e non vi è un sistema univoco per sapere l'esatto genere grammaticale di un sostantivo, perciò bisogna impararlo caso per caso.
Il faroense, inoltre, è una lingua flessiva, perciò i sostantivi si flettono per numero (singolare o plurale) e per caso (nominativo, genitivo, dativo ed accusativo).
Il genitivo, rispetto a molte altre lingue germaniche, ha subito un forte ridimensionamento nel suo utilizzo (mentre di solito è l'unico caso che rimane insieme a quello obliquo).
Esistono numerose declinazioni in faroense, la seguente tabella mostra la declinazione più comune dei sostantivi declinando le parole bátur (nave), genta (ragazza) e barn (bambino):
| Sostantivi Indefiniti (senza articolo) |          |           |        |  |  |  |
| Singolare                              | Maschile | Femminile | Neutro |  |  |  |
| Nominativo                             | bátur    | genta     | barn   |  |  |  |
| Accusativo                             | bát      | gentu     | barn   |  |  |  |
| Dativo                                 | báti     | gentu     | barni  |  |  |  |
| Genitivo                               | báts     | gentu     | barns  |  |  |  |
|                                        |          |           |        |  |  |  |
| Plurale                                | Maschile | Femminile | Neutro |  |  |  |
| Nominativo                             | bátar    | gentur    | børn   |  |  |  |
| Accusativo                             | bátar    | gentur    | børn   |  |  |  |
| Dativo                                 | bátum    | gentum    | børnum |  |  |  |
| Genitivo                               | báta     | genta     | barna  |  |  |  |

### Forma definita
La declinazione precedente è dei sostantivi detti indefiniti, poiché mancano dell'articolo determinativo enclitico tipico delle lingue scandinave.
Quando ai sostantivi viene aggiunto l'articolo la declinazione è la seguente:
| Caso       | Maschile | Femminile | Neutro   |
| ---------- | -------- | --------- | -------- |
| Nominativo | báturin  | gentan    | barnið   |
| Accusativo | bátin    | gentuna   | barnið   |
| Dativo     | bátinum  | gentuni   | barninum |
| Genitivo   | bátsins  | gentunnar | barnsins |
| Nominativo | bátarnir | genturnar | børnini  |
| Accusativo | bátarnar | genturnar | børnini  |
| Dativo     | bátunum  | gentunum  | børnunum |
| Genitivo   | bátanna  | gentunna  | barnanna |

## Articolo
In faroense si distingue tra articoli determinativi (italiano il, lo, la) ed indeterminativi (italiano un, uno, una).
- Gli articoli determinativi sono enclitici, ossia si attaccano alla fine del sostantivo, tranne quando il sostantivo è preceduto da un aggettivo, in quel caso diventano proclitici ossia precedono sia l'aggettivo che il sostantivo.
- Gli articoli indeterminativi sono sempre proclitici, esistono solo al singolare e sono le forme declinate del numerale uno.

I seguenti schemi mostrano la declinazione dell'articolo determinativo ed 
indeterminativo faroense.

### Forma enclitica
| Singolare  | Maschile | Femminile | Neutro |
| Nominativo | -in      | -an       | -ið    |
| Accusativo | -in      | -na       | -ið    |
| Dativo     | -num     | -ni       | -num   |
| Genitivo   | -ins     | -nnar     | -ins   |
|            |          |           |        |
| Plurale    | Maschile | Femminile | Neutro |
| Nominativo | -nin     | -nar      | -ini   |
| Accusativo | -nar     | -nar      | -ini   |
| Dativo     | -num     | -num      | -num   |
| Genitivo   | -nna     | -nna      | -nna   |

### Forma proclitica
| Singolare  | Maschile | Femminile | Neutro |
| Nominativo | tann     | tann      | tað    |
| Accusativo | tann     | ta        | tað    |
| Dativo     | tí       | tí        | tí     |
| Genitivo   | tess     | teirrar   | tess   |
|            |          |           |        |
| Plurale    | Maschile | Femminile | Neutro |
| Nominativo | teir     | tær       | tey    |
| Accusativo | teir     | tær       | tey    |
| Dativo     | teimum   | teimum    | teimum |
| Genitivo   | teirra   | teirra    | teirra |

### Articolo indeterminativo
| Caso       | Maschile | Femminile | Neutro |  |  |  |
| Nominativo | ein      | ein       | eitt   |  |  |  |
| Accusativo | ein      | eina      | eitt   |  |  |  |
| Dativo     | einum    | einari    | einum  |  |  |  |
| Genitivo   | eins     | einar     | eins   |  |  |  |
|            |          |           |        |  |  |  |

## Aggettivi
Gli aggettivi faroensi possono seguire due declinazioni, una forte l'altra debole.
- La declinazione forte si usa quando il sostantivo modificato non è accompagnato da un articolo determinativo o pronome.
- La declinazione debole si usa quando il sostantivo modificato è accompagnato da un articolo determinativo (sempre in forma proclitica quando vi è anche l'aggettivo) oppure vi è un pronome che ne definisce il genere grammaticale.

### Declinazione forte
la seguente tabella mostra la declinazione forte di tre aggettivi: storur (grande), vøkur (bello/a), gott (buono/a).
| Singolare  | Maschile | Femminile | Neutro |  |  |  |
| Nominativo | stórur   | vøkur     | gott   |  |  |  |
| Accusativo | stóran   | vakra     | gott   |  |  |  |
| Dativo     | stórum   | vakari    | góðum  |  |  |  |
| Genitivo   | stórs    | vakrar    | góðs   |  |  |  |
|            |          |           |        |  |  |  |
| Plurale    | Maschile | Femminile | Neutro |  |  |  |
| Nominativo | stórir   | vakrar    | góð    |  |  |  |
| Accusativo | stórar   | vakrar    | góð    |  |  |  |
| Dativo     | stórum   | vøkrum    | góðum  |  |  |  |
| Genitivo   | stóra    | vakra     | góða   |  |  |  |

### Declinazione debole
La declinazione debole viene usata quando è reso noto da un articolo o da un pronome il genere grammaticale del sostantivo modificato dall'aggettivo.
la seguente tabella mostra la declinazione debole degli aggettivi storur (grande), vøkur (bello/a), gott (buono/a).
| Singolare  | Maschile | Femminile | Neutro |
| Nominative | stóri    | vakra     | góða   |
| Accusative | stóra    | vøkru     | góða   |
| Dative     | stóra    | vøkru     | góða   |
| Genitive   | stóra    | vøkru     | góða   |
|            |          |           |        |
| Plurale    | Maschile | Femminile | Neutro |
| Nominativo | stóru    | vøkru     | góðu   |
| Accusativo | stóru    | vøkru     | góðu   |
| Dativo     | stóru    | vøkru     | góðu   |
| Genitivo   | stóru    | vøkru     | góðu   |

## Pronomi

### Personali
I pronomi personali faroensi si declinano a seconda del caso richiesto dalla circostanza.
Il prospetto della declinazione è il seguente:

## Verbi
I verbi faroensi si coniugano per tempo, modo e persona.
L'infinito si presenta sempre nella forma:
- at (radice verbale)-a (od altra vocale)

Vi sono solo due tempi verbali naturali, il presente ed il preterito (equivalente sia all'imperfetto che al passato remoto.
Tutti gli altri tempi faroensi si ottengono grazie ai verbi ausiliari insieme all'infinito del verbo oppure al suo participio passato.
Vi sono due categorie principali di verbi faroensi, verbi forti e verbi deboli.
I verbi forti durante la coniugazione mostrano un umlaut di una vocale della radice verbale, mentre i verbi deboli si limitano all'aggiunta di desinenze.

### Verbi deboli
I verbi deboli si dividono ulteriormente in quattro sottocategorie:
- Verbi che alla seconda e terza persona singolare prendono la desinenza -ar
- Verbi che alla seconda e terza persona singolare prendono la desinenza -ir
- Verbi che alla seconda e terza persona singolare prendono la desinenza -ur
- Verbi che alla seconda persona singolare prendono la desinenza -rt

Il seguente schema mostra la coniugazione dei verbi at kalla (chiamare) at selja (salpare) at dømma (giudicare) e at ró (riposare)
|                              | Presente | Preterito | Presente | Preterito | Presente | Preterito | Presente | Preterito |
| ---------------------------- | -------- | --------- | -------- | --------- | -------- | --------- | -------- | --------- |
| eg                           | kalli    | kallaði   | selji    | seldi     | dømi     | dømdi     | rógvi    | róði      |
| tú                           | kallar   | kallaði   | selur    | seldi     | dømir    | dømdi     | rørt     | róði      |
| hann, hon, tað               | kallar   | kallaði   | selur    | seldi     | dømir    | dømdi     | rør      | róði      |
| vit tit teir, tær, tey tygum | kalla    | kallaðu   | selja    | seldu     | døma     | dømdu     | rógva    | róðu      |
| Pf.ptc.pass.                 |          | kallað    |          | selt      |          | dømt      |          | róð       |

### Verbi forti
Vi sono otto categorie di verbi forti in faroense. L'umlaut si presenta soprattutto quando il verbo passa dal presente al preterito, il seguente schema e tabella mostra la coniugazione di alcuni verbi forti faroensi, uno per categoria.
1. í - ei - i- i; - at bíta - eg beit - vit bitu - vit hava bitið (mordere)
2. ó/ú- ey - u- o; - at bróta - eg breyt - vit brutu - vit hava brotið (rompere)
3. e/i/ø - a- u- o/u; - at svimja - eg svam - vit svumu - vit hava svomið (nuotare)
4. e/o - a - ó - o; - at bera - eg bar - vit bóru - vit hava borið (portare)
5. *o - o - o - o; - at koma - eg kom - vit komu - vit hava komið (venire)
6. e/i - a/á - ó - i; - at liggja - eg lá - vit lógu - vit hava ligið (giacere)
7. a - ó - ó - a; - at fara - eg fór - vit fóru - vit hava farið (chiedere, domandare)
8. a/á - e - i - i; - at fáa - eg fekk - vit fingu - vit hava fingið (ottenere)

|                              | Presente | Preterito | Presente | Preterito | Presente | Preterito | Presente | Preterito | Presente | Preterito | Presente | Preteritto | Presente | Preterito |
| ---------------------------- | -------- | --------- | -------- | --------- | -------- | --------- | -------- | --------- | -------- | --------- | -------- | ---------- | -------- | --------- |
| eg                           | bíti     | beit      | bróti    | breyt     | svimji   | svam      | komi     | kom       | liggi    | lá        | fari     | fór        | fái      | fekk      |
| tú                           | bítur    | beitst    | brýtur   | breytst   | svimur   | svamst    | kemur    | komst     | liggur   | lást      | fert     | fórt       | fært     | fekst     |
| hann, hon, tað               | bítur    | beit      | brýtur   | breyt     | svimur   | svam      | kemur    | kom       | liggur   | lá        | fer      | fór        | fær      | fekk      |
| vit tit teir, tær, tey tygum | bíta     | bitu      | bróta    | brutu     | svimja   | svumu     | koma     | komu      | liggja   | lógu      | fara     | fóru       | fáa      | fingu     |
| Pf.ptc.pass.                 |          | bitið     |          | brotið    |          | svomið    |          | komið     |          | ligið     |          | farið      |          | fingið    |

### Verbi ausiliari
I verbi ausiliari sono usati per la formazione dei tempi composti (compresi il futuro, i vari tempi passati e la voce passiva.
In tutto sono i seguenti quattro:
- at vera - essere
- at hava - avere
- at verða - diventare
- at blíva - rimanere

E la loro coniugazione è la seguente:
|                              | Presente | Preterito | Presente | Preterito | Presente | Preterito | Presente | Preterito |
| ---------------------------- | -------- | --------- | -------- | --------- | -------- | --------- | -------- | --------- |
| eg                           | eri      | var       | havi     | hevði     | verði    | varð      | blívi    | bleiv     |
| tú                           | ert      | varst     | hevur    | hevði     | verður   | varðst    | blívur   | bleivst   |
| hann, hon, tað               | er       | var       | hevur    | hevði     | verður   | varð      | blívur   | bleiv     |
| vit tit teir, tær, tey tygum | eru      | vóru      | hava     | høvdu     | verða    | vórðu     | blíva    | blivu     |
| Pf.ptc.pass.                 |          | verið     |          | havt      |          | verðið    |          | blivið    |

### Verbi modali
I verbi modali hanno lo stesso utilizzo che nelle altre lingue germaniche e sono spesso usati in lucuzioni e perifrasi per tradurre periodi ipotetici e condizionali. Essi sono:
- at kunna - potere, conoscere, parlare.
- at munna - dovere, volere
- at mega - dovere, potere
- at skula - dovere, essere portato a fare qualcosa
- at vita - sapere, conoscere
- at vilja - volere

La coniugazione è la seguente:
|                              | Presente     | Preterito | Presente     | Preterito | Presente   | Preterito | Presente     | Preterito | Presente | Preterito | Presente | Preterito |
| ---------------------------- | ------------ | --------- | ------------ | --------- | ---------- | --------- | ------------ | --------- | -------- | --------- | -------- | --------- |
| eg                           | kann         | kundi     | man          | mundi     | má         | mátti     | skal         | skuldi    | veit     | visti     | vil      | vildi     |
| tú                           | kanst        | kundi     | manst        | mundi     | mást       | mátti     | skalt        | skuldi    | veitst   | visti     | vilt     | vildi     |
| hann, hon, tað               | kann         | kundi     | man          | mundi     | má         | mátti     | skal         | skuldi    | veit     | visti     | vil      | vildi     |
| vit tit teir, tær, tey tygum | kunnu/ kunna | kundu     | munnu/ munna | mundu     | mugu/ mega | máttu     | skulu/ skula | skuldu    | vita     | vistu     | vilja    | vildu     |
| Pf.ptc.pass.                 |              | kunnað    |              | munnað    |            | megað     |              | skulað    |          | vitað     |          | viljað    |

## Numerali
Il faroense, come il danese, possiede un sistema numerico vigesimale, ossia è il numero venti, non il dieci, la base per la formazione dei numeri decimali.
I numeri fino al tre sono declinati per genere e caso.
| Numero    | Nome                 | Pronuncia                |
| --------- | -------------------- | ------------------------ |
| 0         | null                 | nʊlː                     |
| 1         | ein eitt             | ain aiʰtː                |
| 2         | tveir tvær tvey      | tvɛi                     |
| 3         | tríggir tríggjar trý | ˈtɹʊdʒːɪɹ ˈtɹʊdʒːaɹ trʊi |
| 4         | fýra                 | ˈfʊiɹa                   |
| 5         | fimm                 | fɪmː                     |
| 6         | seks                 | sɛks                     |
| 7         | sjey                 | ʃɛi                      |
| 8         | átta                 | ˈɔtːa                    |
| 9         | níggju               | ˈnʊdʒːʊ                  |
| 10        | tíggju               | ˈtʊdʒːʊ                  |
| 11        | ellivu               | ˈɛdlʊ                    |
| 12        | tólv                 | tœl                      |
| 13        | trettan              | 'tɹɛtːan                 |
| 14        | fjúrtan              | 'fjʏɹʂtan                |
| 15        | fimtan               | fɪmtan                   |
| 16        | sekstan              | sɛkstan                  |
| 17        | seytjan              | 'sɛitʃan                 |
| 18        | átjan                | 'ɔtʃan                   |
| 19        | nítjan               | 'nʊitʃan                 |
| 20        | tjúgu                | ˈtʃʉuvʊ                  |
| 21        | einogtjúgu           | ˈainoˌtʃʉuvʊ             |
| 30        | tretivu              | ˈtɹɛdːvʊ                 |
| 40        | fjøruti              | ˈfjœɹtɪ                  |
| 50        | hálvtrýss            | ˈhɔltɹʊʃ                 |
| 60        | trýss                | tɹʊʃ                     |
| 70        | hálvfjerðs           | ˈhɔlfjɛʃ                 |
| 80        | fýrs                 | fʊʃ                      |
| 90        | hálvfems             | ˈhɔlfɛms                 |
| 100       | (eitt) hundrað       | aitʰ ˈhʊndɹa             |
| 101       | hundrað og ein       | ˈhʊndɹa ɔ ain            |
| 1000      | (eitt) túsund        | aitʰ ˈtʉusɪn             |
| 1100      | ellivuhundrað        | ˈɛdːlʊˌhʊndɹa            |
| 2000      | tvey túsund          | tvɛi tʉusɪn              |
| 1.000.000 | (ein) miljón         | ain miljɔun              |
| 2.000.000 | tvær miljónir        | tvɛaɹ ˈmɪljɔunɪɹ         |